# Wikipedia serbskojęzyczna
Wikipedia serbskojęzyczna – edycja Wikipedii tworzona w języku serbskim.
Na dzień 16 maja 2007 roku edycja ta liczyła 45 013 artykułów. W rankingu wszystkich edycji językowych, opublikowanym 1 maja tegoż roku, zajmowała 27. pozycję.
Równolegle do Wikipedii w języku serbskim funkcjonuje Wikipedia serbsko-chorwacka.